# 2008 في أرمينيا
فيما يلي قوائم الأحداث التي وقعت خلال عام 2008 في أرمينيا.

## أحداث
- 19 فبراير – الانتخابات الرئاسية الأرمنية 2008

## سياسة

### تعيين في المنصب
- 9 أبريل – سيرج سركسيان قائمة رؤساء أرمينيا.

### انتهاء فترة المنصب
- 9 أبريل – روبرت كوتشاريان قائمة رؤساء أرمينيا.
- 9 أبريل – سيرج سركسيان رئيس وزراء أرمينيا.

## وفيات

### يونيو
- 9 يونيو – كارين أسريان (مواليد 1980) لاعب شطرنج أرميني.[1]